# Securities and Exchange Commission
De Securities and Exchange Commission, ook wel afgekort als SEC, is de Amerikaanse toezichthouder van de verschillende effectenbeurzen, gevestigd in Washington D.C.. De voorzitter is, sinds april 2021, Gary Gensler. Er zijn parallellen te onderkennen met de Nederlandse Autoriteit Financiële Markten (AFM) en de Belgische Autoriteit voor Financiële Diensten en Markten (FSMA).

## Historie
De SEC is opgericht op 6 juni 1934, tijdens de crisisjaren, door de Amerikaanse president Franklin D. Roosevelt als autonoom toezichthoudende instantie. De SEC kreeg de bevoegdheid de beurzen te reguleren. President Franklin D. Roosevelt benoemde Joseph P. Kennedy Sr., de vader van president John F. Kennedy, als de eerste voorzitter van de SEC, samen met James M. Landis en Ferdinand Pecora. Andere prominente SEC-commissarissen en voorzitters waren onder meer William O. Douglas, Jerome Frank en William J. Casey (die later het hoofd van de CIA werd onder president Ronald Reagan).

## Watergate
Als onderdeel van het diepgaande onderzoek naar het Watergateschandaal boden de openbaar aanklagers bedrijven de gelegenheid om tegen milde straffen te bekennen dat deze hadden bijgedragen aan illegale donaties voor Richard Nixons herverkiezing. Vele bedrijven zijn op dit aanbod ingegaan waaronder Northrop Grumman, 3M, American Airlines and Braniff International Airways. Toen in 1976 de aanklagers reeds 18 bedrijven hadden veroordeeld was het functioneren van de voorzitter van de SEC niet langer houdbaar en werd hij gedwongen zijn functie neer te leggen. De SEC begon alle politieke activiteiten van beursgenoteerde bedrijven te onderzoeken en het bleek dat vele Amerikaanse bedrijven grote sommen geld investeerden in politieke activiteiten in het buitenland.

## WTC7
De SEC zat tijdens de aanslagen van 11 september in gebouw 7 van het WTC-complex (WTC7). In WTC7 zaten op dat moment verschillende overheidsbedrijven onder meer ook de FBI, CIA, IRS (Belasting), de Secret Service en DoD (ministerie van Defensie). Aangezien WTC7 op een opmerkelijke manier is ingestort is het van belang te weten dat door het instorten van het WTC7-gebouw een aantal dossiers die de SEC aan het onderzoeken was onherstelbaar verloren gingen.